# Llista de monuments de Gelida
Llista de monuments de Gelida inclosos en l'Inventari del Patrimoni Arquitectònic Català per al municipi de Gelida (Alt Penedès). Inclou els inscrits en el Registre de Béns Culturals d'Interès Nacional (BCIN) amb la classificació de monuments històrics i els Béns Culturals d'Interès Local (BCIL) de caràcter arquitectònic.
| Monument                                                       | Protecció      | Estil/època                        | Localització                                                        | Coordenades                                          | Codi?         | Imatge |
| -------------------------------------------------------------- | -------------- | ---------------------------------- | ------------------------------------------------------------------- | ---------------------------------------------------- | ------------- | --- |
| Castell de Gelida i església de Sant Pere del Castell          | BCIN 339-MH-EN | Romànic, gòtic X-XII, XVI-XVIII    | Gelida                                                              | 41° 26′ 11″ N, 1° 52′ 08″ E / 41.4363°N,1.868986°E   | RI-51-0005486 | Castell de Gelida · Vegeu més fotos d'aquest monument · Carregueu una nova foto d'aquest monument                                                   |
| Casa del Senyor                                                | BCIN 889-MH    | Obra popular XV-XVI                | Gelida C. Àngel Guimerà, 15                                         | 41° 26′ 24″ N, 1° 51′ 57″ E / 41.440124°N,1.865839°E | RI-51-0005487 | Casa del Senyor (Gelida) · Vegeu més fotos d'aquest monument · Carregueu una nova foto d'aquest monument                                            |
| El Molí Nou, La Gelidense                                      | BCIL 2015      | Obra popular XVIII-XX              | Gelida                                                              | 41° 26′ 56″ N, 1° 51′ 49″ E / 41.448781°N,1.863627°E | IPA-2604      | El Molí Nou (Gelida) · Vegeu més fotos d'aquest monument · Carregueu una nova foto d'aquest monument                                                |
| Casal del Molí Vell, Fàbrica de Paper L. Guarro Casas          | BCIL 2015      | Noucentisme XX                     | Gelida Barri del Puig                                               | 41° 26′ 57″ N, 1° 52′ 12″ E / 41.449213°N,1.869964°E | IPA-2605      | Casal del Molí Vell (Gelida) · Vegeu més fotos d'aquest monument · Carregueu una nova foto d'aquest monument                                        |
| Ca l'Altimires                                                 | BCIL 2015      | Obra popular, noucentisme XVIII-XX | Gelida C. del Pi, 38                                                | 41° 26′ 32″ N, 1° 51′ 35″ E / 41.442216°N,1.859653°E | IPA-2606      | Ca l'Altimires (Gelida) · Vegeu més fotos d'aquest monument · Carregueu una nova foto d'aquest monument                                             |
| Casa Esteve, Ca l'Andreuet Casa Rius                           | BCIL 2015      | Noucentisme XX                     | Gelida C. Pi, 27                                                    | 41° 26′ 31″ N, 1° 51′ 35″ E / 41.441862°N,1.859841°E | IPA-2607      | Casa Esteve (Gelida) · Vegeu més fotos d'aquest monument · Carregueu una nova foto d'aquest monument                                                |
| Casa Vallribera Mir, Casa Mir                                  | BCIL 2015      | Eclecticisme XIX                   | Gelida C. Major, 74-84                                              | 41° 26′ 28″ N, 1° 51′ 43″ E / 41.44101°N,1.86208°E   | IPA-2608      | Casa Vallribera Mir (Gelida) · Vegeu més fotos d'aquest monument · Carregueu una nova foto d'aquest monument                                        |
| Conjunt històric del carrer Sant Lluís, abans carrer Sant Joan | BCIL 2015      | Noucentisme, modernisme XIX        | Gelida C. Sant Lluís                                                | 41° 26′ 29″ N, 1° 51′ 47″ E / 41.4415°N,1.8631°E     | IPA-2609      | Carrer Sant Lluís (Gelida) · Vegeu més fotos d'aquest monument · Carregueu una nova foto d'aquest monument                                          |
| Ca la Sara                                                     | BCIL 2015      | Modernisme XX                      | Gelida C. Sant Lluís, 9-11                                          | 41° 26′ 29″ N, 1° 51′ 44″ E / 41.441365°N,1.862284°E | IPA-2610      | Ca la Sara (Gelida) · Vegeu més fotos d'aquest monument · Carregueu una nova foto d'aquest monument                                                 |
| Conjunt històric Tram del carrer de la Barceloneta             | BCIL 2015      | Obra popular                       | Gelida C. de la Barceloneta                                         | 41° 26′ 30″ N, 1° 51′ 49″ E / 41.44157°N,1.86351°E   | IPA-2611      | Tram del carrer de la Barceloneta (Gelida) · Vegeu més fotos d'aquest monument · Carregueu una nova foto d'aquest monument                          |
| Can Castells                                                   | BCIL 2015      | Noucentisme XX                     | Gelida C. de la Barceloneta, 27-31                                  | 41° 26′ 30″ N, 1° 51′ 49″ E / 41.441667°N,1.863488°E | IPA-2612      | Can Castells (Gelida) · Vegeu més fotos d'aquest monument · Carregueu una nova foto d'aquest monument                                               |
| Casa Pallejà                                                   | BCIL 2015      | Modernisme XIX                     | Gelida C. de la Barceloneta, 41                                     | 41° 26′ 32″ N, 1° 51′ 50″ E / 41.44214°N,1.86390°E   | IPA-2613      | Casa Pallejà (Gelida) · Vegeu més fotos d'aquest monument · Carregueu una nova foto d'aquest monument                                               |
| Torre de Monturiol, Can Barba                                  | BCIL 2015      | Eclecticisme XIX                   | Gelida C. Sant Lluís, 37                                            | 41° 26′ 33″ N, 1° 51′ 49″ E / 41.442419°N,1.863746°E | IPA-2614      | Torre de Monturiol (Gelida) · Vegeu més fotos d'aquest monument · Carregueu una nova foto d'aquest monument                                         |
| Casa de la Vila                                                | BCIL 2015      | Eclecticisme XIX, XX               | Gelida C. de la Barceloneta, 12-18                                  | 41° 26′ 27″ N, 1° 51′ 47″ E / 41.440963°N,1.863003°E | IPA-2615      | Casa de la Vila (Gelida) · Vegeu més fotos d'aquest monument · Carregueu una nova foto d'aquest monument                                            |
| Casa Millat, Casa Mallat                                       | BCIL 2015      | Eclecticisme                       | Gelida C. de la Barceloneta, 17                                     | 41° 26′ 28″ N, 1° 51′ 47″ E / 41.441104°N,1.863019°E | IPA-2616      | Casa Millat (Gelida) · Vegeu més fotos d'aquest monument · Carregueu una nova foto d'aquest monument                                                |
| Cafè del Casal Gelidenc                                        | BCIL 2015      | Noucentisme XX                     | Gelida C. Onze de Setembre, 10-20                                   | 41° 26′ 27″ N, 1° 51′ 50″ E / 41.440961°N,1.863842°E | IPA-2617      | Cafè del Casal Gelidenc (Gelida) · Vegeu més fotos d'aquest monument · Carregueu una nova foto d'aquest monument                                    |
| Conjunt històric Tram del carrer Mossèn Jaume Via              | BCIL 2015      | Modernisme, Noucentisme            | Gelida C. Mossèn Jaume Via, entre c. St. Jordi - Font               | 41° 26′ 25″ N, 1° 51′ 44″ E / 41.4403°N,1.8621°E     | IPA-2618      | Tram del carrer Mossèn Jaume Via (Gelida) · Vegeu més fotos d'aquest monument · Carregueu una nova foto d'aquest monument                           |
| Ca l'Adela, Casa Figueras                                      | BCIL 2015      | Modernisme                         | Gelida C. Mossèn Jaume Via, 71                                      | 41° 26′ 26″ N, 1° 51′ 43″ E / 41.440571°N,1.861842°E | IPA-2620      | Ca l'Adela (Gelida) · Vegeu més fotos d'aquest monument · Carregueu una nova foto d'aquest monument                                                 |
| Casa Delgado                                                   | BCIL 2015      | Modernisme XX                      | Gelida C. Mossèn Jaume Via, 65                                      | 41° 26′ 25″ N, 1° 51′ 43″ E / 41.440340°N,1.862045°E | IPA-2621      | Casa Delgado (Gelida) · Vegeu més fotos d'aquest monument · Carregueu una nova foto d'aquest monument                                               |
| Caseta d'en Tauler, Cal Boada                                  | BCIL 2015      | Modernisme                         | Gelida C. Mossèn Jaume Via, 63                                      | 41° 26′ 25″ N, 1° 51′ 44″ E / 41.440310°N,1.862137°E | IPA-2622      | Caseta d'en Tauler (Gelida) · Vegeu més fotos d'aquest monument · Carregueu una nova foto d'aquest monument                                         |
| Casa Cardús                                                    | BCIL 2015      | Historicisme, modernisme XIX       | Gelida C. Sant Jordi, 1-3                                           | 41° 26′ 25″ N, 1° 51′ 45″ E / 41.440145°N,1.862560°E | IPA-2623      | Casa Cardús (Gelida) · Vegeu més fotos d'aquest monument · Carregueu una nova foto d'aquest monument                                                |
| Col·legi i convent de Nostra Senyora de Montserrat             | BCIL 2015      | Historicisme, eclecticisme XIX     | Gelida C. Mossèn Jaume Via, 17                                      | 41° 26′ 23″ N, 1° 51′ 50″ E / 41.439843°N,1.864022°E | IPA-2624      | Col·legi i convent de Nostra Senyora de Montserrat (Gelida) · Vegeu més fotos d'aquest monument · Carregueu una nova foto d'aquest monument         |
| Casa de mossèn Jaume Via, Casa Senyors Rosell                  | BCIL 2015      | Historicisme XX                    | Gelida C. Mossèn Jaume Via, 11-15                                   | 41° 26′ 23″ N, 1° 51′ 51″ E / 41.439815°N,1.864194°E | IPA-2625      | Casa de mossèn Jaume Via (Gelida) · Vegeu més fotos d'aquest monument · Carregueu una nova foto d'aquest monument                                   |
| Casa Riba                                                      | BCIL 2015      | Noucentisme XX                     | Gelida C. Mossèn Jaume Via, 3                                       | 41° 26′ 23″ N, 1° 51′ 53″ E / 41.439680°N,1.864661°E | IPA-2626      | Casa Riba (Gelida) · Vegeu més fotos d'aquest monument · Carregueu una nova foto d'aquest monument                                                  |
| Centre Cultural i Recreatiu                                    | BCIL 2015      | Neoclassicisme XIX                 | Gelida C. Major, 51                                                 | 41° 26′ 25″ N, 1° 51′ 47″ E / 41.44039°N,1.86297°E   | IPA-2627      | Centre Cultural i Recreatiu (Gelida) · Vegeu més fotos d'aquest monument · Carregueu una nova foto d'aquest monument                                |
| Casa Comelles, Casa Pepeta Albet, Casa Campanyà                | BCIL 2015      | Eclecticisme XX                    | Gelida C. Major, 41                                                 | 41° 26′ 25″ N, 1° 51′ 48″ E / 41.440334°N,1.863325°E | IPA-2628      | Casa Comelles (Gelida) · Vegeu més fotos d'aquest monument · Carregueu una nova foto d'aquest monument                                              |
| Casa Ràfols                                                    | BCIL 2015      | Modernisme                         | Gelida C. Major, 18                                                 | 41° 26′ 25″ N, 1° 51′ 51″ E / 41.440300°N,1.864226°E | IPA-2630      | Casa Ràfols (Gelida) · Vegeu més fotos d'aquest monument · Carregueu una nova foto d'aquest monument                                                |
| Societat Coral d'Artesans, Casal Gelidenc                      | BCIL 2015      | Modernisme XX                      | Gelida C. Major, 14                                                 | 41° 26′ 25″ N, 1° 51′ 52″ E / 41.440265°N,1.864438°E | IPA-2631      | Societat Coral d'Artesans (Gelida) · Vegeu més fotos d'aquest monument · Carregueu una nova foto d'aquest monument                                  |
| La Rectoria                                                    | BCIL 2015      | Historicisme XIX                   | Gelida Pl. de l'Església, 10                                        | 41° 26′ 24″ N, 1° 51′ 53″ E / 41.439928°N,1.864697°E | IPA-2632      | La Rectoria (Gelida) · Vegeu més fotos d'aquest monument · Carregueu una nova foto d'aquest monument                                                |
| Ca l'Aleix                                                     | BCIL 2015      | Eclecticisme                       | Gelida Pl. de l'Església, 2                                         | 41° 26′ 24″ N, 1° 51′ 55″ E / 41.439888°N,1.865200°E | IPA-2636      | Ca l'Aleix (Gelida) · Vegeu més fotos d'aquest monument · Carregueu una nova foto d'aquest monument                                                 |
| Casal Miquel Valls                                             | BCIL 2015      | Modernisme XX                      | Gelida C. Marquès de Gelida, 16                                     | 41° 26′ 24″ N, 1° 51′ 57″ E / 41.439863°N,1.865829°E | IPA-2637      | Casal Miquel Valls (Gelida) · Vegeu més fotos d'aquest monument · Carregueu una nova foto d'aquest monument                                         |
| Cal Delfí Mas                                                  | BCIL 2015      | Noucentisme XX                     | Gelida Àngel Guimerà, 3-5                                           | 41° 26′ 26″ N, 1° 51′ 54″ E / 41.440643°N,1.865122°E | IPA-2638      | Cal Delfí Mas (Gelida) · Vegeu més fotos d'aquest monument · Carregueu una nova foto d'aquest monument                                              |
| Conjunt històric del carrer del Carme o de les Banyes          | BCIL 2015      | Obra popular                       | Gelida C. del Carme, 3-13                                           | 41° 26′ 25″ N, 1° 52′ 00″ E / 41.4402°N,1.8667°E     | IPA-2639      | Carrer del Carme (Gelida) · Vegeu més fotos d'aquest monument · Carregueu una nova foto d'aquest monument                                           |
| Conjunt històric de l'avinguda Colomer                         | BCIL 2015      | Noucentisme                        | Gelida Av. Colomer                                                  | 41° 26′ 26″ N, 1° 52′ 06″ E / 41.4406°N,1.8682°E     | IPA-2640      | Avinguda Colomer (Gelida) · Vegeu més fotos d'aquest monument · Carregueu una nova foto d'aquest monument                                           |
| Casa Gainés                                                    | BCIL 2015      | Noucentisme                        | Gelida C. Sant Pere - c. Font Freda                                 | 41° 26′ 27″ N, 1° 52′ 11″ E / 41.440806°N,1.869781°E | IPA-2641      | Casa Gainés (Gelida) · Vegeu més fotos d'aquest monument · Carregueu una nova foto d'aquest monument                                                |
| Torre del Barco, Casa Badia                                    | BCIL 2015      | Racionalisme XX                    | Gelida C. Vista Alegre, 2 - c. Dr. Ganissans, 23                    | 41° 26′ 30″ N, 1° 52′ 11″ E / 41.441596°N,1.869633°E | IPA-2642      | Torre del Barco (Gelida) · Vegeu més fotos d'aquest monument · Carregueu una nova foto d'aquest monument                                            |
| Torre de l'Albet                                               | BCIL 2015      | Eclecticisme XIX                   | Gelida Barri de Sant Salvador de la Calçada                         | 41° 27′ 06″ N, 1° 51′ 58″ E / 41.451576°N,1.866170°E | IPA-2644      | Torre de l'Albet (Gelida) · Vegeu més fotos d'aquest monument · Carregueu una nova foto d'aquest monument                                           |
| Casal Font                                                     | BCIL 2015      | Noucentisme XX                     | Gelida Ctra. de Sant Sadurní                                        | 41° 26′ 15″ N, 1° 51′ 42″ E / 41.437575°N,1.861709°E | IPA-2645      | Carregueu una nova foto d'aquest monument |
| Casa del Senyor Font                                           | BCIL 2015      | Eclecticisme                       | Gelida C. Mossèn Jaume Via, 59                                      | 41° 26′ 25″ N, 1° 51′ 44″ E / 41.440259°N,1.862209°E | IPA-2646      | Casa del Senyor Font (Gelida) · Vegeu més fotos d'aquest monument · Carregueu una nova foto d'aquest monument                                       |
| Casa Raimon Mas                                                | BCIL 2015      | Noucentisme                        | Gelida C. Mossèn Jaume Via, 49                                      | 41° 26′ 24″ N, 1° 51′ 45″ E / 41.440115°N,1.862563°E | IPA-2647      | Casa Raimon Mas (Gelida) · Vegeu més fotos d'aquest monument · Carregueu una nova foto d'aquest monument                                            |
| Casa Terra                                                     | BCIL 2015      | Eclecticisme XX                    | Gelida C. Major, 5-7                                                | 41° 26′ 24″ N, 1° 51′ 53″ E / 41.440018°N,1.864593°E | IPA-2648      | Casa Terra (Gelida) · Vegeu més fotos d'aquest monument · Carregueu una nova foto d'aquest monument                                                 |
| Cal Cisco Carreter, tipologia de casa de Comparet              | BCIL 2015      | Obra popular XIX                   | Gelida C. de la Barceloneta, 34                                     | 41° 26′ 29″ N, 1° 51′ 49″ E / 41.441518°N,1.863550°E | IPA-2649      | Cal Cisco Carreter (Gelida) · Vegeu més fotos d'aquest monument · Carregueu una nova foto d'aquest monument                                         |
| Casa Bonaventura Coma, Cal Ventura                             | BCIL 2015      | Eclecticisme XIX Final             | Gelida C. de la Barceloneta, 13-15                                  | 41° 26′ 27″ N, 1° 51′ 47″ E / 41.440947°N,1.863051°E | IPA-2650      | Casa Bonaventura Coma (Gelida) · Vegeu més fotos d'aquest monument · Carregueu una nova foto d'aquest monument                                      |
| Casa Mestre Pasqual                                            | BCIL 2015      | Noucentisme XX                     | Gelida C. de Sant Antoni, 11                                        | 41° 26′ 28″ N, 1° 51′ 38″ E / 41.441122°N,1.860559°E | IPA-2651      | Casa Mestre Pasqual (Gelida) · Vegeu més fotos d'aquest monument · Carregueu una nova foto d'aquest monument                                        |
| Carrer de Sant Antoni                                          | BCIL 2015      | Modernisme XX                      | Gelida C. Sant Antoni                                               | 41° 26′ 28″ N, 1° 51′ 38″ E / 41.4411°N,1.8605°E     | IPA-2652      | Carrer de Sant Antoni (Gelida) · Vegeu més fotos d'aquest monument · Carregueu una nova foto d'aquest monument                                      |
| Carrer del Sol                                                 |                | Obra popular                       | Gelida C. del Sol, senars 3 al 39                                   | 41° 26′ 23″ N, 1° 52′ 01″ E / 41.4398°N,1.8669°E     | IPA-2653      | Carrer del Sol (Gelida) · Vegeu més fotos d'aquest monument · Carregueu una nova foto d'aquest monument                                             |
| Can Torres                                                     | BCIL 2015      | Eclecticisme XIX                   | Gelida C. Josep Anselm Calvé, 42                                    | 41° 26′ 12″ N, 1° 51′ 57″ E / 41.436598°N,1.865868°E | IPA-2654      | Can Torres (Gelida) · Vegeu més fotos d'aquest monument · Carregueu una nova foto d'aquest monument                                                 |
| Casa Pomar                                                     | BCIL 2015      | Noucentisme XX                     | Gelida Av. Colomer, 23                                              | 41° 26′ 26″ N, 1° 52′ 06″ E / 41.440643°N,1.868292°E | IPA-2655      | Casa Pomar (Gelida) · Vegeu més fotos d'aquest monument · Carregueu una nova foto d'aquest monument                                                 |
| Cal Jové                                                       | BCIL 2015      | Modernisme, noucentisme XX         | Gelida C. Sant Lluís, 13, 15 i 19                                   | 41° 26′ 29″ N, 1° 51′ 45″ E / 41.441456°N,1.862493°E | IPA-2659      | Cal Jové (Gelida) · Vegeu més fotos d'aquest monument · Carregueu una nova foto d'aquest monument                                                   |
| Cal Terra                                                      | BCIL 2015      | Obra popular XVII                  | Gelida C. Major, 2-6                                                | 41° 26′ 25″ N, 1° 51′ 53″ E / 41.440141°N,1.864803°E | IPA-2660      | Cal Terra (Gelida) · Vegeu més fotos d'aquest monument · Carregueu una nova foto d'aquest monument                                                  |
| Església parroquial de Sant Pere                               | BCIL 2015      | Neoclassicisme XIX                 | Gelida Pl. de l'Església                                            | 41° 26′ 24″ N, 1° 51′ 54″ E / 41.440053°N,1.864964°E | IPA-2661      | Església parroquial de Sant Pere (Gelida) · Vegeu més fotos d'aquest monument · Carregueu una nova foto d'aquest monument                           |
| Can Santfi                                                     | BCIL 2015      | Obra popular, modernisme XIV-XX    | Gelida C. Carme, 43-63                                              | 41° 26′ 22″ N, 1° 52′ 05″ E / 41.439568°N,1.868129°E | IPA-2662      | Can Santfi (Gelida) · Vegeu més fotos d'aquest monument · Carregueu una nova foto d'aquest monument                                                 |
| Can Llopard de Baix                                            | BCIL 2015      | Obra popular, gòtic XV             | Gelida Barri del Puig                                               | 41° 26′ 05″ N, 1° 50′ 58″ E / 41.434734°N,1.849568°E | IPA-2663      | Carregueu una nova foto d'aquest monument |
| Can Duran del Puig                                             | BCIL 2015      | Obra popular XV-XX                 | Gelida Pl. del Puig - Ctra. C-243, km 11,3                          | 41° 26′ 11″ N, 1° 50′ 53″ E / 41.436300°N,1.848051°E | IPA-2664      | Can Duran del Puig (Gelida) · Vegeu més fotos d'aquest monument · Carregueu una nova foto d'aquest monument                                         |
| Can Martí de Baix                                              | BCIL 2015      | Obra popular, neoclassicisme XVIII | Gelida Ctra. C-243, km 13, 4                                        | 41° 25′ 59″ N, 1° 50′ 17″ E / 41.433096°N,1.838006°E | IPA-2665      | Can Martí de Baix (Gelida) · Vegeu més fotos d'aquest monument · Carregueu una nova foto d'aquest monument                                          |
| Can Mata d'Abelló                                              | BCIL 2015      | Eclecticisme XVI-XIX               | Gelida Ctra. de Gelida a Sant Llorenç d'Hortons                     | 41° 27′ 40″ N, 1° 50′ 41″ E / 41.461058°N,1.844613°E | IPA-2666      | Can Mata d'Abelló (Gelida) · Vegeu més fotos d'aquest monument · Carregueu una nova foto d'aquest monument                                          |
| Can Perejoanet                                                 | BCIL 2015      | Obra popular XV-XIX                | Gelida Ctra. Martorell-Gelida                                       | 41° 26′ 47″ N, 1° 52′ 28″ E / 41.446469°N,1.874441°E | IPA-2667      | Carregueu una nova foto d'aquest monument |
| Can Pasqual                                                    | BCIL 2015      | Obra popular XV-XVI, XVIII-XX      | Gelida Ctra. de Gelida a Sant Llorenç                               | 41° 26′ 44″ N, 1° 51′ 31″ E / 41.445683°N,1.858641°E | IPA-2668      | Can Pasqual (Gelida) · Vegeu més fotos d'aquest monument · Carregueu una nova foto d'aquest monument                                                |
| Ca n'Oller de la Muntanya                                      | BCIL 2015      | Obra popular XVI-XVIII             | Gelida Pujol de l'Oller                                             | 41° 25′ 41″ N, 1° 52′ 54″ E / 41.427953°N,1.881708°E | IPA-2669      | Ca n'Oller de la Muntanya (Gelida) · Vegeu més fotos d'aquest monument · Carregueu una nova foto d'aquest monument                                  |
| Can Rossell de la Llena                                        | BCIL 2015      | Obra popular XVI                   | Gelida Camí de Sant Sadurní - camí de Can Rossell                   | 41° 26′ 09″ N, 1° 49′ 37″ E / 41.435859°N,1.826955°E | IPA-2670      | Can Rossell de la Llena (Gelida) · Vegeu més fotos d'aquest monument · Carregueu una nova foto d'aquest monument                                    |
| Can Valls, Escoles Velles, Antiga Escola Montserrat            | BCIL 2015      | Eclecticisme XIX                   | Gelida C. Sant Lluís, 21                                            | 41° 26′ 31″ N, 1° 51′ 47″ E / 41.441830°N,1.862992°E | IPA-2671      | Can Valls (Gelida) · Vegeu més fotos d'aquest monument · Carregueu una nova foto d'aquest monument                                                  |
| Capella de Santa Magdalena del Puig                            | BCIL 2015      | Obra popular XIV                   | Gelida Barri del Puig                                               | 41° 26′ 16″ N, 1° 50′ 53″ E / 41.437749°N,1.848148°E | IPA-2674      | Capella de Santa Magdalena del Puig (Gelida) · Vegeu més fotos d'aquest monument · Carregueu una nova foto d'aquest monument                        |
| Ca n'Oller dels Tarongers                                      | BCIL 2015      | Obra popular XVIII                 | Gelida C. dels Tarongers, 2-10                                      | 41° 26′ 14″ N, 1° 52′ 09″ E / 41.437295°N,1.869150°E | IPA-2675      | Carregueu una nova foto d'aquest monument |
| Can Castany                                                    | BCIL 2015      | Obra popular XVIII                 | Gelida Ctra. de Gelida a Sant Llorenç d'Hortons                     | 41° 26′ 39″ N, 1° 50′ 32″ E / 41.444156°N,1.842217°E | IPA-2676      | Can Castany (Gelida) · Vegeu més fotos d'aquest monument · Carregueu una nova foto d'aquest monument                                                |
| Can Sàbat de la Pujada                                         | BCIL 2015      | Obra popular XVI-XIX               | Gelida C. de Vilafranca                                             | 41° 26′ 34″ N, 1° 51′ 34″ E / 41.44281°N,1.85950°E   | IPA-2677      | Can Sàbat de la Pujada (Gelida) · Vegeu més fotos d'aquest monument · Carregueu una nova foto d'aquest monument                                     |
| La Ferreria                                                    | BCIL 2015      | Obra popular XIII-XX               | Gelida Ctra. de Gelida a Sant Llorenç d'Hortons                     | 41° 26′ 39″ N, 1° 50′ 32″ E / 41.444259°N,1.842089°E | IPA-2678      | La Ferreria (Gelida) · Vegeu més fotos d'aquest monument · Carregueu una nova foto d'aquest monument                                                |
| Can Ginebreda                                                  | BCIL 2015      | Obra popular XV-XIX                | Gelida Ctra. C-243, km 11,7                                         | 41° 25′ 19″ N, 1° 51′ 49″ E / 41.421856°N,1.863686°E | IPA-2681      | Can Ginebreda (Gelida) · Vegeu més fotos d'aquest monument · Carregueu una nova foto d'aquest monument                                              |
| La Torre del Cavaller Lloselles                                | BCIL 2015      | Obra popular                       | Gelida Ctra. de Martorell a Gelida                                  | 41° 26′ 54″ N, 1° 52′ 56″ E / 41.448460°N,1.882161°E | IPA-2683      | Carregueu una nova foto d'aquest monument |
| Can Roig de Mas Osset                                          | BCIL 2015      | Neoclassicisme XVI-XIX             | Gelida Camí de Sant Sadurní - camí de Can Rossell                   | 41° 26′ 03″ N, 1° 49′ 56″ E / 41.434282°N,1.832212°E | IPA-2684      | Can Roig de Mas Osset (Gelida) · Vegeu més fotos d'aquest monument · Carregueu una nova foto d'aquest monument                                      |
| Can Torrents de les Oliveres                                   | BCIL 2015      | Obra popular XVI-XIX               | Gelida                                                              | 41° 26′ 04″ N, 1° 51′ 59″ E / 41.434525°N,1.866439°E | IPA-2685      | Carregueu una nova foto d'aquest monument |
| Can Panyella                                                   | BCIL 2015      | Obra popular XV-XIX                | Gelida Ctra. Sant Llorenç d'Hortons                                 | 41° 26′ 46″ N, 1° 51′ 55″ E / 41.446098°N,1.865304°E | IPA-2686      | Can Panyella (Gelida) · Vegeu més fotos d'aquest monument · Carregueu una nova foto d'aquest monument                                               |
| Can Miquel de les Planes, Can Parera                           | BCIL 2015      | Obra popular XVII-XX               | Gelida Camí de la Ferreria a Can Miquel                             | 41° 26′ 35″ N, 1° 49′ 45″ E / 41.443123°N,1.829151°E | IPA-2688      | Can Miquel de les Planes (Gelida) · Vegeu més fotos d'aquest monument · Carregueu una nova foto d'aquest monument                                   |
| La Talaia                                                      | BCIL 2015      | Obra popular XIX                   | Gelida La Talaia, 25                                                | 41° 27′ 08″ N, 1° 51′ 01″ E / 41.452278°N,1.850411°E | IPA-2689      | La Talaia (Gelida) · Vegeu més fotos d'aquest monument · Carregueu una nova foto d'aquest monument                                                  |
| Can Julià                                                      |                | Obra popular XVII                  | Gelida Ctra. de Sant Sadurní a Gelida                               | 41° 25′ 31″ N, 1° 50′ 46″ E / 41.425290°N,1.846238°E | IPA-2690      | Carregueu una nova foto d'aquest monument |
| Can Martí de Dalt, la Torre Vella                              | BCIL 2015      | Obra popular XV-XVIII              | Gelida Ctra. C-243 km 12 a 100 m                                    | 41° 25′ 37″ N, 1° 50′ 56″ E / 41.426831°N,1.848854°E | IPA-4763      | Can Martí de Dalt (Gelida) · Vegeu més fotos d'aquest monument · Carregueu una nova foto d'aquest monument                                          |
| L'Escorxador                                                   | BCIL 2015      | XX                                 | Gelida Pl. de l'Escorxador                                          | 41° 26′ 31″ N, 1° 51′ 26″ E / 41.44182°N,1.85736°E   | IPA-35063     | L'Escorxador (Gelida) · Vegeu més fotos d'aquest monument · Carregueu una nova foto d'aquest monument                                               |
| Can Toni Oller, Can Toniller                                   | BCIL 2015      | XVII-XVIII                         | Gelida Ctra. BV-2425, entorn de Can Racó                            | 41° 26′ 13″ N, 1° 53′ 30″ E / 41.43681°N,1.89173°E   | IPA-35064     | Carregueu una nova foto d'aquest monument |
| Funicular de Gelida                                            | BCIL 2015      | XX                                 | Gelida                                                              | 41° 26′ 53″ N, 1° 51′ 53″ E / 41.448152°N,1.864758°E | IPA-35065     | Funicular de Gelida · Vegeu més fotos d'aquest monument · Carregueu una nova foto d'aquest monument                                                 |
| Cal Rius                                                       | BCIL 2015      | XV                                 | Gelida C. Àngel Guimerà, 10                                         | 41° 26′ 25″ N, 1° 51′ 56″ E / 41.44028°N,1.86549°E   | IPA-35066     | Cal Rius (Gelida) · Vegeu més fotos d'aquest monument · Carregueu una nova foto d'aquest monument                                                   |
| Casa d'estiueig a la plaça del Pi                              | BCIL 2015      | XX                                 | Gelida C. Anoia, 2                                                  | 41° 26′ 30″ N, 1° 51′ 33″ E / 41.441728°N,1.859227°E | IPA-35067     | Casa d'estiueig a la plaça del Pi (Gelida) · Vegeu més fotos d'aquest monument · Carregueu una nova foto d'aquest monument                          |
| Casa Kessler                                                   | BCIL 2015      |                                    | Gelida C. Sant Lluís, 20 - c. Colom                                 | 41° 26′ 29″ N, 1° 51′ 46″ E / 41.441350°N,1.862848°E | IPA-35068     | Casa Kessler (Gelida) · Vegeu més fotos d'aquest monument · Carregueu una nova foto d'aquest monument                                               |
| Can Migrat                                                     | BCIL 2015      | XIX                                | Gelida Ctra. Sant Sadurní - Gelida                                  | 41° 25′ 32″ N, 1° 52′ 12″ E / 41.42548°N,1.87005°E   | IPA-35069     | Carregueu una nova foto d'aquest monument |
| Masia el Racó                                                  | BCIL 2015      | XVI                                | Gelida Ctra. de Corbera a Gelida - Camí del Racó                    | 41° 26′ 17″ N, 1° 52′ 16″ E / 41.43812°N,1.87119°E   | IPA-35070     | Carregueu una nova foto d'aquest monument |
| Can Cartró, Masia Rius                                         | BCIL 2015      | XV                                 | Gelida Ctra. de Gelida a Sant Llorenç d'Hortons                     | 41° 27′ 06″ N, 1° 50′ 10″ E / 41.45174°N,1.83598°E   | IPA-35071     | Carregueu una nova foto d'aquest monument |
| Can Batllevell                                                 | BCIL 2015      | XVIII, XX                          | Gelida Camí Vell de Sant Llorenç d'Hortons                          | 41° 27′ 20″ N, 1° 50′ 37″ E / 41.455569°N,1.843748°E | IPA-35072     | Can Batllevell (Gelida) · Vegeu més fotos d'aquest monument · Carregueu una nova foto d'aquest monument                                             |
| Dipòsits d'aigua del Puig                                      | BCIL 2015      |                                    | Gelida                                                              | 41° 26′ 10″ N, 1° 50′ 48″ E / 41.436112°N,1.846758°E | IPA-35073     | Carregueu una nova foto d'aquest monument |
| Conjunt històric entre el carrer del Sol i la plaça del Pi     | BCIL 2015      | XVIII, XIX                         | Gelida C. Sol, c. Marquès de Gelida, pl. Església, c. Major, pl. Pi | 41° 26′ 25″ N, 1° 51′ 49″ E / 41.44029°N,1.86354°E   | IPA-35075     | Conjunt històric entre el carrer del Sol i la plaça del Pi (Gelida) · Vegeu més fotos d'aquest monument · Carregueu una nova foto d'aquest monument |
| Conjunt històric dels edificis Rius al carrer Anoia            | BCIL 2015      | XX                                 | Gelida C. Anoia, 20-28                                              | 41° 26′ 26″ N, 1° 51′ 37″ E / 41.440615°N,1.860266°E | IPA-35076     | Carregueu una nova foto d'aquest monument |
| Forns de baix de Can Ginebreda                                 |                | Obra popular                       | Gelida                                                              | 41° 25′ 17″ N, 1° 51′ 33″ E / 41.421433°N,1.859264°E | IPA-40588     | Forns de baix de Can Ginebreda (Gelida) · Vegeu més fotos d'aquest monument · Carregueu una nova foto d'aquest monument                             |
| Forn de calç del Racó                                          | BCIL 2015      | Obra popular                       | Gelida                                                              |                                                      | IPA-40589     | Carregueu una nova foto d'aquest monument |
| Forn de calç de Can Torrent de les Oliveres, o de Vallbardina  | BCIL 2015      | Obra popular                       | Gelida                                                              |                                                      | IPA-40590     | Carregueu una nova foto d'aquest monument |
| Forn de calç del Fondo del Garró                               |                | Obra popular                       | Gelida                                                              |                                                      | IPA-40591     | Carregueu una nova foto d'aquest monument |
| Forn de calç de Can Ginebreda                                  | BCIL 2015      | Obra popular                       | Gelida                                                              |                                                      | IPA-40592     | Carregueu una nova foto d'aquest monument |
| Forn de calç de Ca l'Agustinet                                 |                | Obra popular                       | Gelida                                                              |                                                      | IPA-40593     | Carregueu una nova foto d'aquest monument |
| Conjunt històric a la plaça del Pi, 5-9                        | BCIL 2015      |                                    | Gelida Pl. del Pi, 5-9                                              | 41° 26′ 31″ N, 1° 51′ 33″ E / 41.442011°N,1.859122°E | IPA-43007     | Conjunt històric a la plaça del Pi, 5-9 (Gelida) · Vegeu més fotos d'aquest monument · Carregueu una nova foto d'aquest monument                    |
| Conjunt històric a la plaça del Pi, 1-4                        | BCIL 2015      |                                    | Gelida Pl. del Pi, 1-4                                              | 41° 26′ 31″ N, 1° 51′ 34″ E / 41.441905°N,1.859513°E | IPA-43008     | Conjunt històric a la plaça del Pi, 1-4 (Gelida) · Vegeu més fotos d'aquest monument · Carregueu una nova foto d'aquest monument                    |
| Cal Damià                                                      | BCIL 2015      |                                    | Gelida C. Vicenç Perelló, 18                                        | 41° 26′ 26″ N, 1° 51′ 59″ E / 41.44052°N,1.86650°E   | IPA-43013     | Cal Damià (Gelida) · Vegeu més fotos d'aquest monument · Carregueu una nova foto d'aquest monument                                                  |
| Cal Folch dels Tarongers                                       | BCIL 2015      | XVIII                              | Gelida Camí del Castell, 24                                         | 41° 26′ 14″ N, 1° 52′ 07″ E / 41.437096°N,1.868744°E | IPA-43014     | Carregueu una nova foto d'aquest monument |
| Can Pàmies                                                     | BCIL 2015      | XIX-XX                             | Gelida C. Anselm Clavé                                              | 41° 26′ 14″ N, 1° 51′ 56″ E / 41.437345°N,1.865484°E | IPA-43015     | Carregueu una nova foto d'aquest monument |
| Cal Baldiri                                                    | BCIL 2015      |                                    | Gelida C. del Puig, 37                                              | 41° 26′ 11″ N, 1° 50′ 50″ E / 41.436406°N,1.847088°E | IPA-43016     | Carregueu una nova foto d'aquest monument |
| Can Llopart de Dalt, del Puig                                  | BCIL 2015      | XIV                                | Gelida C. del Puig                                                  | 41° 26′ 05″ N, 1° 50′ 59″ E / 41.434699°N,1.849606°E | IPA-43017     | Carregueu una nova foto d'aquest monument |
| Cal Font                                                       | BCIL 2015      |                                    | Gelida C. del Puig, 56-60                                           | 41° 26′ 07″ N, 1° 50′ 54″ E / 41.43521°N,1.848311°E  | IPA-43018     | Cal Font (Gelida) · Vegeu més fotos d'aquest monument · Carregueu una nova foto d'aquest monument                                                   |
| Cal Voltà                                                      | BCIL 2015      | XV                                 | Gelida Camí de Can Rossell                                          | 41° 25′ 29″ N, 1° 52′ 13″ E / 41.42474°N,1.87023°E   | IPA-43023     | Carregueu una nova foto d'aquest monument |
| Capella de la Mare de Déu de la Salut                          | BCIL 2015      | XVIII                              | Gelida A prop de Can Ginebreda                                      | 41° 25′ 13″ N, 1° 51′ 49″ E / 41.42019°N,1.86373°E   | IPA-43024     | Carregueu una nova foto d'aquest monument |
| Can Rossell de la Muntanya                                     | BCIL 2015      | XVI, XX                            | Gelida Camí de Can Rossell                                          | 41° 25′ 35″ N, 1° 51′ 52″ E / 41.42631°N,1.86438°E   | IPA-43025     | Carregueu una nova foto d'aquest monument |
| Can Farigola                                                   | BCIL 2015      | XVI                                | Gelida Camí de Can Rossell                                          | 41° 25′ 43″ N, 1° 51′ 55″ E / 41.42863°N,1.86535°E   | IPA-43026     | Carregueu una nova foto d'aquest monument |
| Cal Xim, Maset del Duran                                       | BCIL 2015      | XIV                                | Gelida Ctra. Vilafranca - Gelida C-243c                             | 41° 25′ 53″ N, 1° 51′ 29″ E / 41.43140°N,1.85796°E   | IPA-43027     | Carregueu una nova foto d'aquest monument |
| Rellotges de sol de Gelida                                     | BCIL 2015      |                                    | Gelida                                                              |                                                      | IPA-43032     | Rellotges de sol de Gelida · Vegeu més fotos d'aquest monument · Carregueu una nova foto d'aquest monument                                          |
| Plaça dels Tarongers                                           | BCIL 2015      |                                    | Gelida                                                              | 41° 26′ 15″ N, 1° 52′ 05″ E / 41.437481°N,1.868098°E | IPA-43035     | Carregueu una nova foto d'aquest monument |
| Forn de calç                                                   |                | Obra popular                       | Gelida Voral de la ctra. BV-2425, km 7                              |                                                      | IPA-46409     | Carregueu una nova foto d'aquest monument |
| Forn de calç de Planaclarià                                    |                | Obra popular                       | Gelida Camí a la Font del Noguer al paratge de Planaclarià          |                                                      | IPA-49014     | Carregueu una nova foto d'aquest monument |
| Fonts                                                          | BCIL 2015      | Obra popular                       | Gelida                                                              |                                                      | IPA-49337     | Fonts (Gelida) · Vegeu més fotos d'aquest monument · Carregueu una nova foto d'aquest monument                                                      |